# In Trance We Trust
In Trance We Trust (ITWT) je nizozemska trance glasbena založba, ki sta jo leta 1997 ustanovila Tiësto in  Arny Bink. Je podzaložba Black Hole Recordings.

## Katalog

### Albumi
- ITWT 001 ALBUM Eyal Barkan - V.I.P.
- ITWT 002 ALBUM First State - Time Frame
- ITWT 003 ALBUM Tom Cloud - A New Day

Digitalni albumi
- ITWT 001 DIGITAL ALBUM Impact - Immortal Vision
- ITWT 002 DIGITAL ALBUM Midway - Equator

### Kompilacije
Mixi DJ-ev
| - ITWT 001 CD Misja Helsloot - In Trance We Trust 001 - ITWT 002 CD Stigma - In Trance We Trust 002 - ITWT 003 CD Lars Holte - In Trance We Trust 003 - ITWT 004 CD Johan Gielen - In Trance We Trust 004 - ITWT 005 CD Cor Fijneman - In Trance We Trust 005 - ITWT 006 CD Cor Fijneman - In Trance We Trust 006 - ITWT 007 CD Misja Helsloot - In Trance We Trust 007 - ITWT 008 CD Ton T.B. - In Trance We Trust 008 - ITWT 009 CD Mark Norman - In Trance We Trust 009 - ITWT 010 CD Various Artists - In Trance We Trust: Collector's Edition 1 | - ITWT 011 CD Phynn - In Trance We Trust 011 - ITWT 012 CD Johan Gielen - In Trance We Trust 012 - ITWT 013 CD Carl B. - In Trance We Trust 013 - ITWT 014 CD DJ Daniel Wanrooy. - In Trance We Trust 014 - ITWT 015 CD DJ Virtual Vault. - In Trance We Trust 015 |

Xtra Nordic Edition
- ITWT 001 CDX John Storm - In Trance We Trust Xtra Nordic Edition
- ITWT 002 CDX SL - In Trance We Trust Xtra Nordic Edition 2
- ITWT 003 CDX SL - In Trance We Trust Xtra Nordic Edition 3

Australia Series
- ITWTAU001 First State & James Brooke - In Trance We Trust Australia 001

### Singli
| (ITWT 300-5 — ITWT 320-5) | (ITWT 300-5 — ITWT 320-5) | (ITWT 300-5 — ITWT 320-5)                            | (ITWT 300-5 — ITWT 320-5) | (ITWT 300-5 — ITWT 320-5) |
| Kataloška #               | Izvajalec                 | Naslov                                               | Datum                     |                           |
| ------------------------- | ------------------------- | ---------------------------------------------------- | ------------------------- | ------------------------- |
| ITWT 300-5                | Nunca                     | House of Doom                                        | ??-??-1998                |                           |
| ITWT 301-5                | Ceres                     | Turn Me On Now / Ease Your Mind                      | 02-08-1998                |                           |
| ITWT 302-5                | San                       | Feel My Love / Stroke                                | 03-08-1998                |                           |
| ITWT 303-5                | Misja Helsloot            | In Trance We Trust 001 Sampler                       | 11-03-1998                |                           |
| ITWT 304-5                | Misja Helsloot            | In Trance We Trust 001 Sampler 2                     | 11-03-1998                |                           |
| ITWT 305-5                | Hidden Sound System       | I Know / Freeze                                      | 01-01-1999                |                           |
| ITWT 306-5                | Scoop                     | Wings of Love (The Remixes)                          | ??-??-1999                |                           |
| ITWT 307-5                | Various Artists           | Anthems Universal                                    | ??-??-1999                |                           |
| ITWT 308-5                | Loop Control              | Exceptionally Beautiful / Reflections                | 09-01-1999                |                           |
| ITWT 309-5                | El Dorado                 | Be Free / Iris                                       | 10-01-1999                |                           |
| ITWT 310-5                | The Quest                 | C Sharp / Shaken Not Stirred / Solitude              | 11-01-1999                |                           |
| ITWT 311-5                | Modus Operandi            | Sandman / Promise / Suburbia                         | 01-01-2000                |                           |
| ITWT 312-5                | Twenty-Something          | Sugar Rush / Natural / Roulade                       | 02-01-2000                |                           |
| ITWT 313-5                | Dawnseekers               | Gothic Dream / Twister / Neural Net                  | 03-01-2000                |                           |
| ITWT 314-5                | Impact                    | Behind The Mirror / Inspiration / Just Another Story | 04-01-2000                |                           |
| ITWT 315-5                | Organza                   | Aloha / Solar Eclipse                                | 05-01-2000                |                           |
| ITWT 316-5                | Sfinx                     | Synthyris / Stylophorum                              | 06-01-2000                |                           |
| ITWT 317-5                | Various Artists           | Anthems Universal 2                                  | 07-01-2000                |                           |
| ITWT 318-5                | Twenty-Something          | Morphing Mirror / Mayflower                          | 09-01-2000                |                           |
| ITWT 319-5                | Svenson                   | Clubbin' On Sunshine                                 | 09-01-2000                |                           |
| ITWT 320-5                | Yahel & Eyal Barkan       | Voyage / Liquid Paradise / I Believe                 | 10-01-2000                |                           |

| (ITWT 321-5 — ITWT 340-5) | (ITWT 321-5 — ITWT 340-5) | (ITWT 321-5 — ITWT 340-5)                                 | (ITWT 321-5 — ITWT 340-5) | (ITWT 321-5 — ITWT 340-5) |
| Kataloška #               | Izvajalec                 | Naslov                                                    | Datum                     |                           |
| ------------------------- | ------------------------- | --------------------------------------------------------- | ------------------------- | ------------------------- |
| ITWT 321-5                | Denzel D.                 | Bluster of the Storm / A Binary Star / Theme of Agony     | 11-01-2000                |                           |
| ITWT 322-5                | Yahel & Eyal Barkan       | Voyager (Magikal Remake)                                  | 10-01-2000                |                           |
| ITWT 323-5                | Threesome                 | Mohave / Gobi                                             | 01-01-2000                |                           |
| ITWT 324-5                | Impact                    | Kemistry / A Split Second / Modular Control               | 02-01-2001                |                           |
| ITWT 325-5                | Dawnseekers               | Protuberance / Sunstorm                                   | 04-01-2001                |                           |
| ITWT 326-5                | Headstrong                | Noise 4 Us / Escalator                                    | 06-01-2001                |                           |
| ITWT 327-5                | Impact                    | Live To Go / Moment By Moment / All The Time In The World | 07-01-2001                |                           |
| ITWT 328-5                | Ralphie B.                | Massive / Disclosure                                      | 09-01-2001                |                           |
| ITWT 329-5                | Dance Nation              | Sunshine                                                  | 09-08-2001                |                           |
| ITWT 330-5                | Tukan                     | Light A Rainbow                                           |                           |                           |
| ITWT 331-5                | Sfinx                     | Conspiracy of Sound / Rising Up / Strength                | 10-22-2001                |                           |
| ITWT 332-5                | King of Clubs             | Revelation                                                | 11-12-2001                |                           |
| ITWT 333-5                | Midway                    | Monkey Forest / Travelling                                | 04-03-2002                |                           |
| ITWT 334-5                | Impact                    | Message From Tibet / Where R U? / Sirius                  | 05-22-2002                |                           |
| ITWT 335-5                | Dance Nation              | Dance!                                                    | 06-14-2002                |                           |
| ITWT 336-5                | Tangled Universe          | Message From The Universe / Cosmic Synts                  | 07-01-2002                |                           |
| ITWT 337-5                | Eyal Barkan & A-Force     | Revolution                                                | 08-22-2002                |                           |
| ITWT 338-5                | Salez & Cor Fijneman      | Lattitude / Black Mamba                                   | 10-01-2002                |                           |
| ITWT 339-5                | Mesh                      | Persuasion / Trancefixion                                 | 08-21-2002                |                           |
| ITWT 340-5                | Impact vs. Cor Fijneman   | No Way Out / El Matador                                   | 09-21-2002                |                           |

| (ITWT 341-5 — ITWT 360-5) | (ITWT 341-5 — ITWT 360-5) | (ITWT 341-5 — ITWT 360-5)                        | (ITWT 341-5 — ITWT 360-5) | (ITWT 341-5 — ITWT 360-5) |
| Kataloška #               | Izvajalec                 | Naslov                                           | Datum                     |                           |
| ------------------------- | ------------------------- | ------------------------------------------------ | ------------------------- | ------------------------- |
| ITWT 341-5                | Dance Nation              | Dance! / Rise & Shine                            | 10-21-2002                |                           |
| ITWT 342-5                | Vector 7                  | Air of Love / Infected                           | 11-21-2002                |                           |
| ITWT 343-5                | Dance Nation              | Words                                            | 12-21-2002                |                           |
| ITWT 344-5                | Tangled Universe          | Next Victim / Blind Date                         | 01-01-2003                |                           |
| ITWT 345-5                | Impact                    | Hands of Faith / Digital Voyeur                  | 01-15-2003                |                           |
| ITWT 346-5                | Midway                    | Inca / Kung Fu                                   | 01-21-2003                |                           |
| ITWT 347-5                | Fictivision               | Ringworld / Outpost                              | 02-01-2003                |                           |
| ITWT 348-5                | Cor Fijneman              | Exhibition / The Red Bridge                      | 03-21-2003                |                           |
| ITWT 349-5                | Mesh                      | Purple Haze / Esthetic Visions                   | 04-20-2003                |                           |
| ITWT 350-5                | Various Artists           | In Trance We Trust Special Collector's Edition 1 | 05-20-2003                |                           |
| ITWT 351-5                | Eyal Barkan               | V.I.P. (Album Sampler)                           | 06-20-2003                |                           |
| ITWT 352-5                | Cor Fijneman              | Venus (Meant To Be Your Lover)                   | 04-20-2003                |                           |
| ITWT 353-5                | Salez                     | Equator / Celestial                              |                           |                           |
| ITWT 354-5                | Fictivision vs. C-Quence  | Symbols                                          | 07-20-2003                |                           |
| ITWT 355-5                | Photon Project            | Brainwave / Thoughts                             | 08-20-2003                |                           |
| ITWT 356-5                | Flower Child              | Captivated                                       | 06-20-2003                |                           |
| ITWT 357-5                | Dance Nation              | You Take Me Away                                 | 09-20-2003                |                           |
| ITWT 358-5                | Tangled Universe          | Rain & Thunder / Execute Mode / Hyper Threading  | 10-20-2003                |                           |
| ITWT 359-5                | Midway                    | Amazon                                           | 03-20-2004                |                           |
| ITWT 360-5                | Starr                     | Sunstroke / Digital Exposure                     | 11-20-2003                |                           |

| (ITWT 361-5 — ITWT 380-5) | (ITWT 361-5 — ITWT 380-5) | (ITWT 361-5 — ITWT 380-5)               | (ITWT 361-5 — ITWT 380-5) | (ITWT 361-5 — ITWT 380-5) |
| Kataloška #               | Izvajalec                 | Naslov                                  | Datum                     |                           |
| ------------------------- | ------------------------- | --------------------------------------- | ------------------------- | ------------------------- |
| ITWT 361-5                | Photon Project            | 11th Hour / Fly / Deep                  | 12-20-2003                |                           |
| ITWT 362-5                | Impact                    | The Audience Is Listening / Painted Sky | 05-20-2004                |                           |
| ITWT 363-5                | Fictivision               | Out of Orbit                            | 02-20-2004                |                           |
| ITWT 364-5                | Cor Fijneman              | Healing                                 | 04-20-2004                |                           |
| ITWT 365-5                | Choopie & Shmuel          | Sunrising                               | 07-20-2004                |                           |
| ITWT 366-5                | Fictivision vs. Phynn     | Escape                                  | 05-20-2004                |                           |
| ITWT 367-5                | Midway                    | Amazon (The Remixes)                    | 02-20-2004                |                           |
| ITWT 368-5                | Phynn                     | Exotica / Hightide                      | 09-20-2004                |                           |
| ITWT 369-5                | Propylon                  | Exile / Morning Glow                    | 10-20-2004                |                           |
| ITWT 370-5                | Starr                     | Summer Queen / Santiago                 |                           |                           |
| ITWT 371-5                | Vadik                     | Mission 7 / Fate                        |                           |                           |
| ITWT 372-5                | Cor Fijneman              | Don't Break My Heart                    | 12-20-2004                |                           |
| ITWT 373-5                | Tangled Universe          | I Miss You / For A Reason               | 06-06-2005                |                           |
| ITWT 374-5                | Sfinx                     | Infinity / Vengeance / Revoluçion       | 08-11-2005                |                           |
| ITWT 375-5                | Fred Baker vs. Nyram      | Confirmation / Recognition              | 08-15-2005                |                           |
| ITWT 376-5                | Phynn                     | Lucid / Solitude                        | 09-01-2005                |                           |
| ITWT 377-5                | T4L                       | Moonwalk / Perfect Blend                | 09-15-2005                |                           |
| ITWT 378-5                | Mark Norman               | Teardrops / T-34                        | 10-20-2005                |                           |
| ITWT 379-5                | First State               | First State / Sacred                    | 11-15-2005                |                           |
| ITWT 380-5                | Ekon                      | Existence                               | 05-18-2006                |                           |

| (ITWT 381-5 — ITWT 400-0) | (ITWT 381-5 — ITWT 400-0)   | (ITWT 381-5 — ITWT 400-0)         | (ITWT 381-5 — ITWT 400-0) | (ITWT 381-5 — ITWT 400-0) |
| Kataloška #               | Izvajalec                   | Naslov                            | Datum                     |                           |
| ------------------------- | --------------------------- | --------------------------------- | ------------------------- | ------------------------- |
| ITWT 381-5                | Phynn                       | Close Encounter / Tempest         | 11-28-2005                |                           |
| ITWT 382-5                | Progression                 | Superstitious / Red Alert         | 02-20-2006                |                           |
| ITWT 383-5                | Mesh                        | Aftertouch                        | 11-29-2006                |                           |
| ITWT 384-5                | Vadik                       | Earth's Breathing / Sunplay       | 02-27-2008                |                           |
| ITWT 385-5                | Impact                      | Immortal Vision / Sands of Persia | 01-23-2006                |                           |
| ITWT 386-5                | Midway                      | Cobra                             | 06-26-2006                |                           |
| ITWT 387-5                | T4L                         | Maximus / Anno Domini             | 11-29-2006                |                           |
| ITWT 388-5                | Ekon                        | Skywalker / Enchant               |                           |                           |
| ITWT 389-5                | Solid Haze & MileZ          | Reduxed                           | 11-13-2006                |                           |
| ITWT 390-5                | Impact                      | El Cuento De Nando / Arkestra     | 12-11-2006                |                           |
| ITWT 391-5                | Cold Blue & Del Mar         | Seven Ways / 11 Days              | 02-20-2007                |                           |
| ITWT 392-5                | Electric Pulse              | Blue Marbles / Cotton Candy       | 04-16-2007                |                           |
| ITWT 393-5                | First State                 | Falling                           | 11-06-2007                |                           |
| ITWT 394-0                | Odyssee                     | Sexy Arps / Day By Day            | 10-15-2007                |                           |
| ITWT 395-0                | Tom Cloud                   | Million Miles Away / Surrender    | 08-13-2007                |                           |
| ITWT 396-0                | Alex Kunnari                | Lifter                            | 11-27-2007                |                           |
| ITWT 397-0                | Alex Kunnari                | Lifter (The Remixes)              | 01-22-2008                |                           |
| ITWT 398-0                | Tom Cloud                   | Vanilla Sky / Little Treasure     | 12-10-2007                |                           |
| ITWT 399-0                | Myon                        | Albion                            | 12-21-2007                |                           |
| ITWT 400-0                | Purepath vs. Natlife & Amex | Clockworks                        | 01-23-2008                |                           |

| (ITWT 401-0 — ITWT 420-0) | (ITWT 401-0 — ITWT 420-0) | (ITWT 401-0 — ITWT 420-0)           | (ITWT 401-0 — ITWT 420-0) | (ITWT 401-0 — ITWT 420-0) |
| Kataloška #               | Izvajalec                 | Naslov                              | Datum                     |                           |
| ------------------------- | ------------------------- | ----------------------------------- | ------------------------- | ------------------------- |
| ITWT 401-0                | First State               | Your Own Way                        | 03-04-2008                |                           |
| ITWT 402-0                | Midway                    | Monkey Forest (Danilo Ercole Remix) | 03-12-2008                |                           |
| ITWT 403-0                | Carl B.                   | Deliverance                         | 05-23-2008                |                           |
| ITWT 404-0                | Myon                      | Albion (Remixed)                    | 05-16-2008                |                           |
| ITWT 405-0                | Midway                    | Amazon (Carl B. Remix)              | 05-07-2008                |                           |
| ITWT 406-0                | First State               | Sierra Nevada                       | 05-19-2007                |                           |
| ITWT 407-0                | Carl B.                   | Life Can Wait                       | 06-10-2008                |                           |
| ITWT 408-0                | Impact                    | El Horizonte                        | 05-27-2008                |                           |
| ITWT 409-0                | Carl B                    | Fallout                             | 12-15-2008                |                           |
| ITWT 410-0                | Dance Nation              | Sunshine 2008                       | 07-17-2008                |                           |
| ITWT 411-0                | Issues                    | Danderlions / Sinfall               | 08-19-2008                |                           |
| ITWT 412-0                | Tom Cloud                 | Ray of Light / Hidden Island        | 07-22-2008                |                           |
| ITWT 413-0                | Virtual Vault             | Request                             | 09-09-2008                |                           |
| ITWT 414-0                | JPL                       | Whenever I May Find Her / Escapism  | 08-14-2008                |                           |
| ITWT 415-0                | Alex Kunnari              | Unstable                            | 08-14-2008                |                           |
| ITWT 416-0                | Existone                  | The Chasm / Absolutely Free         | 10-07-2008                |                           |
| ITWT 417-0                | Airbase                   | Denial                              | 09-23-2008                |                           |
| ITWT 418-0                | Carl B.                   | Just A Thought                      | 09-18-2008                |                           |
| ITWT 419-0                | Airbase                   | The Road Not Taken                  | 12-08-2008                |                           |
| ITWT 420-0                | Myon & Shane 54           | Trapped                             | 10-20-2008                |                           |

| (ITWT 421-0 — ITWT 440-0) | (ITWT 421-0 — ITWT 440-0) | (ITWT 421-0 — ITWT 440-0)            | (ITWT 421-0 — ITWT 440-0) | (ITWT 421-0 — ITWT 440-0) |
| Kataloška #               | Izvajalec                 | Naslov                               | Datum                     |                           |
| ------------------------- | ------------------------- | ------------------------------------ | ------------------------- | ------------------------- |
| ITWT 421-0                | Midway                    | Monkey Forest (Jonas Stenberg Remix) | 10-31-2008                |                           |
| ITWT 422-0                | Mark Sixma                | Visionary                            | 10-15-2008                |                           |
| ITWT 423-0                | Tom Cloud                 | Carpe Diem / Pictures                | 11-14-2008                |                           |
| ITWT 424-0                | Impact                    | Hypnotize / El Verano De Miami       | 11-27-2008                |                           |
| ITWT 425-0                | Alex Kunnari              | Breath In                            | 12-02-2008                |                           |
| ITWT 426-0                | First State               | Off The Radar                        | 01-05-2009                |                           |
| ITWT 427-0                | Virtual Vault             | Definition                           | 12-29-2008                |                           |
| ITWT 428-0                | Setrise vs. Braend        | Tropical Shores                      | 01-05-2009                |                           |
| ITWT 429-0                | Existone                  | Sunshower                            | 01-15-2009                |                           |
| ITWT 430-0                | Eddie Sender              | Wake Up                              | 01-22-2009                |                           |
| ITWT 431-0                | Lost Stories              | False Promises                       | 01-27-2009                |                           |
| ITWT 432-0                | Dave Schiemann            | Overload                             | 02-04-2009                |                           |
| ITWT 433-0                | Daniel Wanrooy            | Three Bridges / Sunshine             | 02-16-2009                |                           |
| ITWT 434-0                | Existone                  | Obscure Rays                         | 03-02-2009                |                           |
| ITWT 435-0                | Sander Van Dien           | Aurora                               | 03-09-2009                |                           |
| ITWT 436-0                | Carl B.                   | On Short Notice                      | 03-16-2009                |                           |
| ITWT 437-0                | Virtual Vault             | Experience                           | 04-06-2009                |                           |
| ITWT 438-0                | Tom Cloud                 | Tailwind                             | 03-30-2009                |                           |
| ITWT 439-0                | Carl B. vs. JPL           | Orchid Blossom                       | 04-20-2009                |                           |
| ITWT 440-0                | Dave Schiemann            | These Days                           | 04-27-2009                |                           |

| (ITWT 441-0 — ITWT 460-0) | (ITWT 441-0 — ITWT 460-0)      | (ITWT 441-0 — ITWT 460-0) | (ITWT 441-0 — ITWT 460-0) | (ITWT 441-0 — ITWT 460-0) |
| Kataloška #               | Izvajalec                      | Naslov                    | Datum                     |                           |
| ------------------------- | ------------------------------ | ------------------------- | ------------------------- | ------------------------- |
| ITWT 441-0                | DJ Observer & Daniel Heatcliff | Fake Call                 | 05-18-2009                |                           |
| ITWT 442-0                | Carl B.                        | Auxiliary                 | 05-18-2009                |                           |
| ITWT 443-0                | Airbase                        | Back                      | 05-25-2009                |                           |
| ITWT 444-0                | Impact                         | Another Day / Strangers   | 05-11-2009                |                           |
| ITWT 445-0                | Alex Kunnari                   | Eternity                  | 06-01-2009                |                           |
| ITWT 446-0                | Airbase                        | Wonders                   | 07-20-2009                |                           |
| ITWT 447-0                | Virtual Vault                  | Boundary                  | 07-06-2009                |                           |
| ITWT 448-0                | Chris R. vs. Carl B.           | Take Off                  | 06-29-2009                |                           |
| ITWT 449-0                | DJ Observer & Daniel Heatcliff | Vision                    | 07-20-2009                |                           |
| ITWT 450-0                | Eddie Sender                   | Conspiration              | 08-10-2009                |                           |
| ITWT 451-0                | Alex Kunnari                   | Last Sunrise              | 08-03-2009                |                           |
| ITWT 452-0                | Tritonal                       | Jump Off                  | 08-17-2009                |                           |
| ITWT 453-0                | Dave Schiemann                 | Thoughts                  | 09-07-2009                |                           |
| ITWT 454-0                | Tom Cloud                      | Laguna / Last Days        | 08-31-2009                |                           |
| ITWT 455-0                | JPL                            | Summer Skin               | 09-14-2009                |                           |
| ITWT 456-0                | Space RockerZ                  | Zegema Beach              | 10-19-2009                |                           |
| ITWT 457-0                | Daniel Heatcliff               | Phoenix                   | 10-27-2009                |                           |
| ITWT 458-0                | Kris O'Neil                    | Paid My Douche            | 11-11-2009                |                           |
| ITWT 459-0                | Reconceal                      | Second Chance             | 11-30-2009                |                           |
| ITWT 460-0                | T.O.M. & Melvin Spix           | Incredible Connection     | 11-16-2009                |                           |

| (ITWT 461-0 — ITWT 480-0) | (ITWT 461-0 — ITWT 480-0)      | (ITWT 461-0 — ITWT 480-0) | (ITWT 461-0 — ITWT 480-0) | (ITWT 461-0 — ITWT 480-0) |
| Kataloška #               | Izvajalec                      | Naslov                    | Datum                     |                           |
| ------------------------- | ------------------------------ | ------------------------- | ------------------------- | ------------------------- |
| ITWT 461-0                | Estuera                        | Hot Monday                | 01-04-2010                |                           |
| ITWT 462-0                | Midway                         | What If                   | 11-23-2009                |                           |
| ITWT 463-0                | Venaccio                       | Our Anthem                | 12-07-2009                |                           |
| ITWT 464-0                | Space RockerZ                  | Weather The Storm         | 01-25-2010                |                           |
| ITWT 465-0                | Impact                         | 1001 Nights / La Mosca    | 03-08-2010                |                           |
| ITWT 466-0                | Jason van Wyk                  | Always                    | 03-15-2010                |                           |
| ITWT 467-0                | Recon6                         | Easy Way Out              | 03-22-2010                |                           |
| ITWT 468-0                | Danjo & Axess                  | Captivity                 | 04-05-2010                |                           |
| ITWT 469-0                | Kimito Lopez                   | I Am Rave                 | 03-29-2010                |                           |
| ITWT 470-0                | DJ Observer & Daniel Heatcliff | Cowabunga                 | 03-08-2010                |                           |
| ITWT 471-0                |                                |                           |                           |                           |
| ITWT 472-0                |                                |                           |                           |                           |
| ITWT 473-0                |                                |                           |                           |                           |
| ITWT 474-0                |                                |                           |                           |                           |
| ITWT 475-0                |                                |                           |                           |                           |
| ITWT 476-0                |                                |                           |                           |                           |
| ITWT 477-0                |                                |                           |                           |                           |
| ITWT 478-0                |                                |                           |                           |                           |
| ITWT 479-0                |                                |                           |                           |                           |
| ITWT 480-0                |                                |                           |                           |                           |